# Bolund
Bolund er en meget iøjefaldende  lille halvø der går ud fra østbredden af  Roskilde Fjord, lidt nord for Risø. Halvøen og strandengen ud til og ved kysten er fredet i 1941 på grund af sin landskabelige skønhed og egenart. Arealet er ca. 20 hektar.  Turen derud går via en botanisk spændende strandeng og en smal, undertiden oversvømmet landtange. Hele områdets geologi er også interessant, blandt andet pga. selve knoldens udseende og dannelse, og strandengen med sine stenstrøninger og den ualmindeligt store Bolund-sten.
Bolund ligger som en lille fladtoppet ca. 12 m høj græsklædt rund ø ca. 500 m ude fra kysten.
Man kan også se det på den måde, at moræneknolden med sin landtange udgør de eroderede rester af et land, der før gik længere ud – nemlig til samme linje som ”Klinten” lige nord for, og Risø- og Veddelev-halvøerne mod syd.
Området er en del af Nationalpark Skjoldungernes Land og Natura 2000-område nr. 136 Roskilde Fjord og Jægerspris Nordskov.